# بريت ريد (طبال)
بريت ريد (بالإنجليزية: Brett Reed)‏ هو طبال أمريكي، ولد في 12 يوليو 1972 في أوكلاند في الولايات المتحدة.

## وصلات خارجية
- بريت ريد على موقع ميوزك برينز (الإنجليزية)
- بريت ريد على موقع أول ميوزيك (الإنجليزية)
- بريت ريد على موقع ديسكوغز (الإنجليزية)